# مردمان آلگانکی

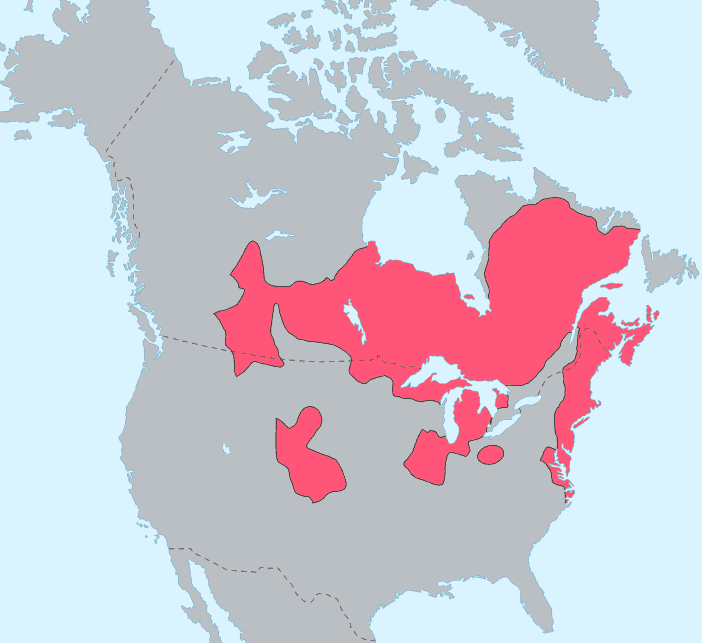
توزیع پیش از تماس زبان‌های آلگونکیان

مردمان آلگانکی (انگلیسی: Algonquian peoples) یکی از پرجمعیت‌ترین و گسترده‌ترین گروه‌های زبان بومی سرخ‌پوستان آمریکای شمالی هستند. از نظر تاریخی، این مردمان در امتداد ساحل اقیانوس اطلس و در داخل در امتداد رودخانه سن‌لوران و اطراف دریاچه‌های بزرگ برجسته بودند. این گروه متشکل از مردمانی است که به زبان‌های آلگانکی صحبت می‌کنند.